# Richard Wilson (attore 1936)
Iain Carmichael Wilson, detto Richard (Greenock, 9 luglio 1936), è un attore, regista teatrale e attivista scozzese, tra i cui ruoli di spicco figura quello di Gaius nella serie televisiva Merlin; è noto anche per il suo impegno per i diritti delle persone LGBT.

## Filmografia

### Cinema
- La collina della felicità (I'd Climb the Highest Mountain), regia di Henry King (1951)
- Junket 89, regia di Peter Plummer (1970)
- Passaggio in India (A Passage to India), regia di David Lean (1984)
- Per favore, ammazzatemi mia moglie (Ruthless People), regia di Zucker-Abrahams-Zucker (1986)
- Medico per forza (Foreign Brody), regia di Ronald Deame (1986)
- Prick Up - L'importanza di essere Joe (Prick Up Your Ears), regia di Stephen Frears (1987)
- Un'arida stagione bianca (A Dry White Season), regia di Euzhan Palcy (1989)
- Come fare carriera nella pubblicità (How to Get Ahead in Advertising), regia di Bruce Robinson (1989)
- Una signora chiamata presidente (Whoops Apocalypse), regia di Tom Bussman (1989)
- Carry On Columbus, regia di Gerald Thomas (1992)
- Soft Top, Hard Shoulder, regia di Stefan Schwartz (1993)
- L'uomo che sapeva troppo poco (The Man Who Knew Too Little), regia di Jon Amiel (1997)
- Women Talking Dirty, regia di Coky Giedroyć (1999)
- Amore e altri disastri (Love and Other Disasters), regia di Alek Keshishian (2006)
- The Loved Ones, regia di Sean Byrne (2009)

### Televisione
- Il perduto amore (In Loving Memory) - serie TV (1969-1986)
- Mr. Bean (serie televisiva)  (episodio The Trouble With Mr. Bean, parte del dentista) - serie TV (1990-1995)
- One Foot in the Grave, regia di Susan Belbin e Sydney Lotterby - Sitcom televisiva (1990-2001)
- I viaggi di Gulliver (Gulliver's Travels), regia di Charles Sturridge – miniserie TV (1996)
- Doctor Who - serie TV, 2 episodi (2005)
- Merlin - serie TV, 65 episodi (2008-2012)
- Il giro del mondo in 80 giorni (Around the World in 80 Days) - serie TV, 2 episodi (2021)

### Doppiatore
- Il mondo di Peter Coniglio e dei suoi amici (The World of Peter Rabbit and Friends), regia di Bill Hays - serie animata (1992-1995)
- Gnomeo e Giulietta (Gnomeo and Juliet), regia di Kelly Asbury (2011)
- Sherlock Gnomes, regia di John Stevenson (2018)

## Doppiatori italiani
Nelle versioni in italiano dei suoi lavori, Richard Wilson è stato doppiato da:
- Gil Baroni ne Un'arida stagione bianca[1]
- Sergio Graziani ne L'uomo che sapeva troppo poco
- Dario De Grassi in Doctor Who[2]
- Angelo Nicotra in Merlin[3]
- Bruno Alessandro in Il giro del mondo in 80 giorni[4]

Da doppiatore è sostituito da:
- Antonio Paiola ne Il mondo di Peter Coniglio e dei suoi amici